# ناوشکن کلاس بوراسک
دیسترویر کلاس بوراسک (به انگلیسی: Bourrasque-class destroyer) یک کلاس از کشتی است که طول آن ۱۰۶ متر (۳۴۷ فوت ۹ اینچ) می‌باشد.